# 철권
《철권》(일본어: 鉄拳, 영어: Iron Fist, Tekken)은 남코의 대전 격투 게임 시리즈다. 처음에는 아케이드 게임이었으나, 현재까지 플레이스테이션, 플레이스테이션 2, 플레이스테이션 포터블, 플레이스테이션 3, 게임보이 어드밴스, 원더스완 등 여러 가지 게임 시스템으로 제작되었다. 소년 챔프 코믹스인 파이트 볼 시즌 1에 나오기도 했다.

## 게임 목록
| 1994 | 철권                                                              |
| 1995 | 철권 2                                                            |
| 1996 | 철권 3                                                            |
| 1997 |                                                                   |
| 1998 |                                                                   |
| 1999 | 철권 카드 챌린지, 철권 태그 토너먼트                              |
| 2000 |                                                                   |
| 2001 | 철권 4, 철권 어드밴스                                             |
| 2002 |                                                                   |
| 2003 |                                                                   |
| 2004 | 철권 5                                                            |
| 2005 | 철권 5 다크 리저렉션                                              |
| 2006 |                                                                   |
| 2007 | 철권 6                                                            |
| 2008 | 철권 6 블러드라인 리벨리온                                        |
| 2009 |                                                                   |
| 2010 |                                                                   |
| 2011 | 철권 하이브리드, 철권 태그 토너먼트 2, Tekken Resolute, 철권 볼링 |
| 2012 | 철권 3D 프라임 에디션, 스트리트 파이터 X 철권                     |
| 2013 | 철권 레볼루션, 철권 카드 토너먼트, 철권 아레나                    |
| 2014 |                                                                   |
| 2015 | 철권 7, 포켄, 갈라가 철권 에디션                                  |
| 2016 | 철권 7 페이티드 리트리뷰션                                        |
| 2017 |                                                                   |
| 2018 |                                                                   |
| 2019 |                                                                   |
| 2020 |                                                                   |
| 2021 |                                                                   |
| 2022 |                                                                   |
| 2023 |                                                                   |
| 2024 | 철권 8                                                            |

- 철권
- 철권 2
- 철권 3
- 철권 카드 챌린지
- 철권 태그 토너먼트
- 철권 어드밴스
- 철권 4
- 철권 5
- 철권 데스 바이 디그레이스
- 철권 5 다크 리저렉션
- 철권 6
- 철권 6 블러드라인 리벨리온
- 스트리트 파이터 X 철권
- 철권 3D 프라임 에디션
- 철권 하이브리드
- 철권 태그 토너먼트 2
- 철권 레볼루션
- 철권 7
- 철권 7 페이티드 리트리뷰션
- 철권 8

| 연도                       | 타이틀               | 아케이드 보드   | 홈 릴리스                                             |
| -------------------------- | -------------------- | --------------- | ----------------------------------------------------- |
| 1994                       | 철권                 | 남코 시스템 11  | 플레이스테이션                                        |
| 1995                       | 철권 2               | 남코 시스템 11  | 플레이스테이션                                        |
| 1997                       | 철권 3               | 남코 시스템 12  | 플레이스테이션                                        |
| 1999                       | 철권 태그 토너먼트   | 남코 시스템 12  | 플레이스테이션 2                                      |
| 2001                       | 철권 4               | 남코 시스템 246 | 플레이스테이션 2                                      |
| 2004                       | 철권 5               | 남코 시스템 256 | 플레이스테이션 2                                      |
| 2005                       | 철권 5 다크 리저렉션 | 남코 시스템 256 | 플레이스테이션 포터블                                 |
| 2007                       | 철권 6               | 남코 시스템 357 | 플레이스테이션 3, 엑스박스 360                        |
| 2011                       | 철권 태그 토너먼트 2 | 남코 시스템 369 | 플레이스테이션 3, 엑스박스 360, Wii U                 |
| 2015                       | 철권 7               | 남코 시스템 ES3 | 플레이스테이션 4, 엑스박스 원, 마이크로소프트 윈도우  |
| 2024                       | 철권 8               | 없음            | 플레이스테이션 5, 엑스박스 X/S, 마이크로소프트 윈도우 |
| '주:' 1. 2. 3. 4. 5. 6. 7. |                      |                 |                                                       |

## OVA
1998년 1월 21일에 《철권 -TEKKEN-》(일본어: 鉄拳-TEKKEN-)의 타이틀로 OVA화했다. 전 2권. 내용은 《철권 2》(일본어: 鉄拳2)의 사이드 스토리를 베이스로, 애니메이션 오리지날의 전개를 더한 것이다. 주인공은 미시마 카즈야(三島一八).

## 웹 애니메이션
2022년 8월 18일에 넷플릭스에서 《Tekken: Bloodline》의 타이틀로 전 세계 독점 착신되었다.

## 그 외
- TEKKEN CRASH - SPOTV 게임즈 (전:MBC게임)에서 주관한 철권 방송 리그
- TEKKEN BUSTERS - 온게임넷에서 주관하는 철권 방송 리그
- 데스 바이 디그리스 - 니나가 주인공인 게임.
- 어반 레인 - 폴과 마샬이 게스트로 나오는 게임.

| 게임                 | 게임랭킹스                      | 메타크리틱                   |
| -------------------- | ------------------------------- | ---------------------------- |
| 철권                 | 75%                             | -                            |
| 철권 2               | 93%                             | 89                           |
| 철권 3               | 95%                             | 96                           |
| 철권 태그 토너먼트   | 85%                             | 85                           |
| 철권 4               | 81%                             | 79                           |
| 철권 5               | 89%                             | 88                           |
| 철권 5 다크 리저렉션 | (PSP) 89% (PS3) 82%             | (PSP) 88 (PS3) 82            |
| 철권 6               | (PSP) 83% (X360) 81% (PS3) 80%  | (PSP) 82 (360) 80 (PS3) 79   |
| 철권 태그 토너먼트 2 | (PS3) 82% (360) 83% (Wii U) 83% | (PS3) 82 (360) 83 (Wii U) 83 |
| 철권 7               |                                 | 85                           |

### 내용주
1. ↑  외래어 표기법에 따른 표기는 ‘뎃켄’이며, 실제 발음은 ‘텍켄’에 가깝다.

### 참조주
1. ↑  Roney, Austyn. “Tekken 7 Coming to Xbox One, PlayStation 4, and PC in Early 2017”. 《Shoryuken》. 2016년 6월 15일에 원본 문서에서 보존된 문서. 2016년 6월 13일에 확인함.
2. ↑  “人気対戦格闘ゲーム『鉄拳』がNetflixでアニメ化決定！ 風間仁を中心としたストーリーに？ 配信は2022年内を予定”. 《ファミ通.com》 (KADOKAWA Game Linkage). 2022년 3월 20일. 2022년 3월 20일에 확인함.
3. ↑  “Tekken Reviews”. 게임랭킹스. 2012년 7월 24일에 원본 문서에서 보존된 문서. 2012년 9월 25일에 확인함.
4. ↑  “Tekken 2 Reviews”. 게임랭킹스. 2012년 9월 25일에 확인함.
5. ↑  “Tekken 2 Reviews”. 메타크리틱. October 26, 2012에 원본 문서에서 보존된 문서. September 25, 2012에 확인함.
6. ↑  “Tekken 3 Reviews”. GameRankings. 2012년 12월 5일에 원본 문서에서 보존된 문서. 2012년 9월 25일에 확인함.
7. ↑  “Tekken 3 Reviews”. 메타크리틱. November 23, 2010에 원본 문서에서 보존된 문서. September 25, 2012에 확인함.
8. ↑  “Tekken Tag Tournament”. 《gamerankings.com》.
9. ↑  “Tekken Tag Tournament”. 《Metacritic》.
10. ↑  “Tekken 4 Reviews”. 게임랭킹스. 2012년 4월 26일에 원본 문서에서 보존된 문서. 2012년 9월 25일에 확인함.
11. ↑  “Tekken 4 Reviews”. 메타크리틱. August 18, 2010에 원본 문서에서 보존된 문서. September 25, 2012에 확인함.
12. ↑  “Tekken 5 Reviews”. 게임랭킹스. 2012년 6월 15일에 원본 문서에서 보존된 문서. 2012년 9월 25일에 확인함.
13. ↑  “Tekken 5 Reviews”. 메타크리틱. August 16, 2010에 원본 문서에서 보존된 문서. September 25, 2012에 확인함.
14. ↑  “Tekken: Dark Resurrection”. 《gamerankings.com》.
15. ↑  “Tekken 5: Dark Resurrection”. 《gamerankings.com》.
16. ↑  “Tekken: Dark Resurrection”. 《Metacritic》.
17. ↑  “Tekken 5: Dark Resurrection”. 《Metacritic》.
18. ↑  “Tekken 6 Reviews”. 게임랭킹스. 2012년 6월 30일에 원본 문서에서 보존된 문서. 2012년 9월 25일에 확인함.
19. ↑  “Tekken 6 Reviews”. 게임랭킹스. 2012년 6월 8일에 원본 문서에서 보존된 문서. 2012년 9월 25일에 확인함.
20. ↑  “Tekken 6 Reviews”. 게임랭킹스. 2012년 10월 10일에 원본 문서에서 보존된 문서. 2012년 9월 25일에 확인함.
21. ↑  “Tekken 6 Reviews”. 메타크리틱. August 18, 2010에 원본 문서에서 보존된 문서. September 25, 2012에 확인함.
22. ↑  “Tekken 6 Reviews”. 메타크리틱. August 18, 2010에 원본 문서에서 보존된 문서. September 25, 2012에 확인함.
23. ↑  “Tekken 6 Reviews”. 메타크리틱. August 17, 2010에 원본 문서에서 보존된 문서. September 25, 2012에 확인함.
24. ↑  “Tekken Tag Tournament 2”. 《gamerankings.com》.
25. ↑  “Tekken Tag Tournament 2”. 《gamerankings.com》.
26. ↑  “Tekken Tag Tournament 2: Wii U Edition”. 《gamerankings.com》.
27. ↑  “Tekken Tag Tournament 2”. 《Metacritic》.
28. ↑  “Tekken Tag Tournament 2”. 《Metacritic》.
29. ↑  “Tekken Tag Tournament 2: Wii U Edition”. 《Metacritic》.